# ヨシフ・ベルンシュタイン

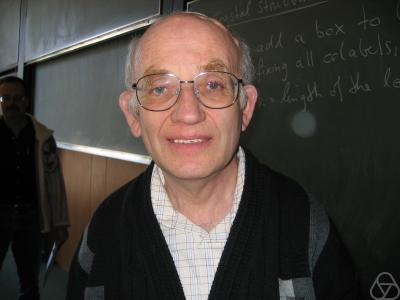
ヨシフ・ベルンシュタイン（2005年）

ヨシフ・ベルンシュタイン（Joseph Bernstein、Iosif Naumovič Bernštejn、1945年4月15日 - ）はロシア/イスラエルの数学者。現在テルアビブ大学教授。専門は数論、代数幾何学、表現論、保型形式。かつては I. N. Bernstein と名乗っていた。

## 業績
70年代は圏Oの Koszul 双対性の構成、Verma 加群の間の準同型の分類など Bernstein-Gelfand-Gelfand で表現論において多くの仕事をした。
代数幾何学では特に MacPherson らによる交叉コホモロジー理論から Deligne、Beilinson、Gabber とともに偏屈層 (Perverse sheaf) の理論を築いた。モチーフの分解定理 (Beilinson-Bernstein-Deligneの分解定理) を示した。
Deligne などとともに多重対数とモチーフとの関係を研究。
代数解析学におけるb-函数を佐藤幹夫とは独立に研究した。そのため Bernstein-Sato 多項式と言う。
b-函数の複素巾解析接続を広中平祐の特異点解消を用いて示した。さらにp-進体にも応用できる事を示した。
無限階 microdifferential operator におけるホロノミック基本解の存在を示した。D-加群などに関しては Beilinson-Bernstein 対応を構成した。
他には Langlands 予想に関する貢献、概均質ベクトル空間での業績など多数の優れた業績をあげている。

## 略歴
- 1945年 - ソビエト連邦のモスクワに生まれる。
- 1962年 - 国際数学オリンピックで1位
- 1968年 - モスクワ大学で修士号を取得。
- 1972年 - 同大学でゲルファントの指導のもと博士号を取得。
- 1983年 - ハーバード大学教授に就任。
- 1993年 - テルアビブ大学教授に就任。
- 2004年 - イスラエル賞受賞。